# Daniil Move

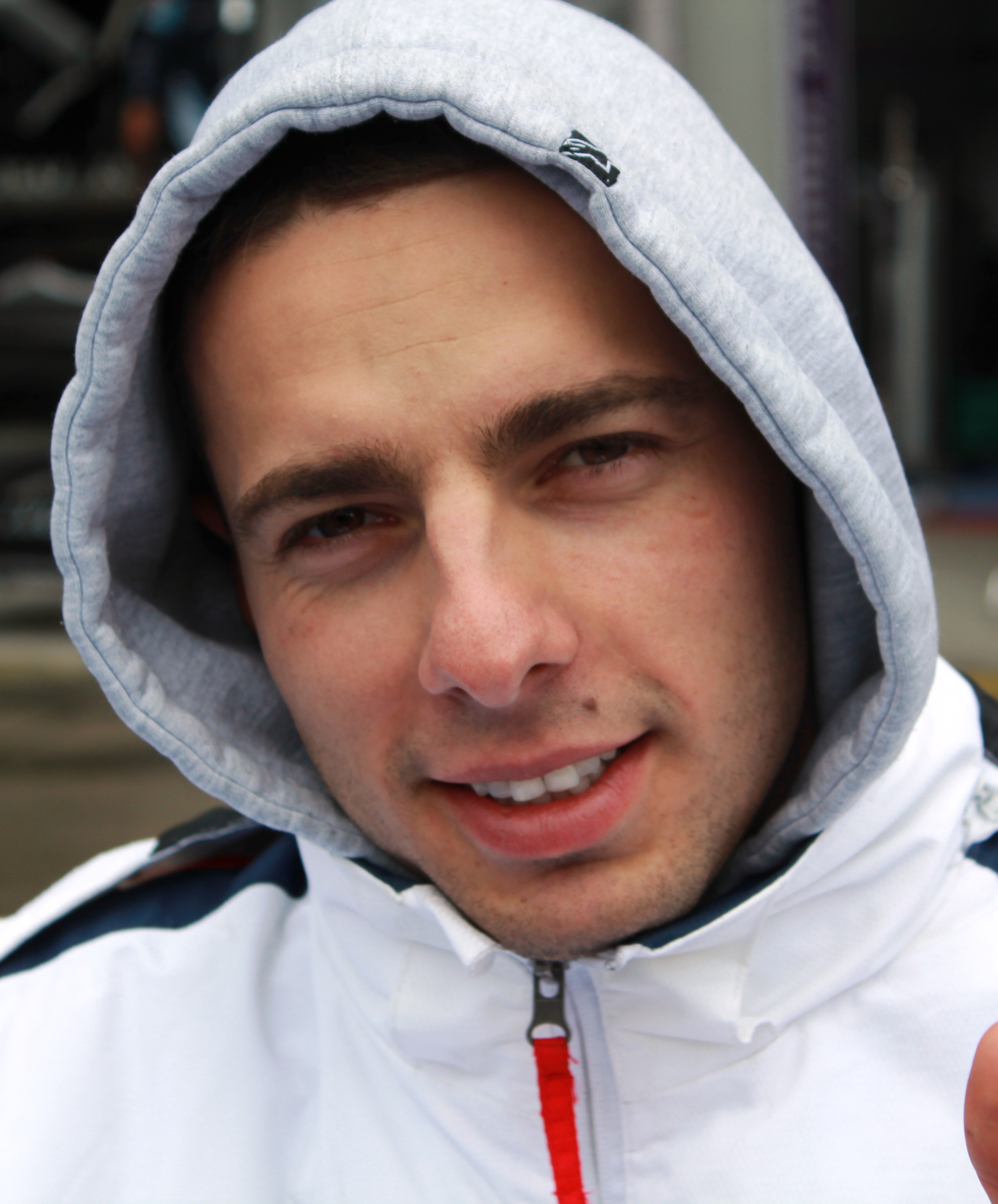
Daniil Move in 2011

Daniil Joerjevitsj Move (Russisch: Даниил Юрьевич Мове') (Moskou, 11 december 1985) is een Russisch autocoureur. Hij is de broer van Sergej Zlobin.

## Carrière

### Vroege carrière
Move begon zijn autosportcarrière in 2004, toen hij als tweede eindigde in de Formule RUS achter Sergej Afanasjev. In het volgende jaar stapte hij over naar de Formule 1600 Rusland, waar hij als twaalfde eindigde. Aan het eind van 2005 nam hij deel aan de 3000 Pro Series voor het team CEK Racing op Monza, maar hij haalde de finish niet.

### F3000 International Masters
In 2006 nam Move de eerste helft van het seizoen deel aan de 3000 Pro Series, dat haar naam inmiddels had veranderd in de F3000 International Masters, voor het team ADM Motorsport. Hij behaalde één derde plaats in Oschersleben, waardoor hij als zeventiende in het kampioenschap eindigde met 11 punten.

### International Formula Master
In 2007 nam Move deel aan het vier races van de F3000 International Masters, dat haar naam opnieuw had veranderd naar de International Formula Master, voor het team Alan Racing. In de derde race op Monza behaalde hij de pole position. Uiteindelijk eindigde hij als achttiende in het kampioenschap met 8 punten.

### Formule Renault 3.5 Series
In 2007 nam Move ook deel aan de Formule Renault 3.5 Series voor het team Interwetten.com met Salvador Durán als teamgenoot. Hij behaalde geen punten tijdens het seizoen en zette zijn beste resultaat neer in de tweede race op de Nürburgring met een twaalfde plaats.
Move bleef in 2008 rijden in het kampioenschap, maar stapte over naar het team KTR met Guillaume Moreau als teamgenoot. Na een goede start van het seizoen waarin hij als vijfde eindigde in de tweede race op Spa-Francorchamps, zorgde een reeks slechte resultaten ervoor dat hij na de vijfde ronde op de Hungaroring werd vervangen door Siso Cunill. Hij eindigde uiteindelijk als 22e in het kampioenschap met 6 punten.
Nadat hij oorspronkelijk tekende voor Tech 1 Racing in 2009, koos hij voor de start van het seizoen om toch voor P1 Motorsport te gaan rijden naast James Walker. Hij beleefde zijn beste seizoen tot dan toe, waarin hij als tiende eindigde met 49 punten, met podiumplaatsen op de Nürburgring en Motorland Aragón.
Move nam in 2010 opnieuw deel in het kampioenschap, maar stapte over naar het team Junior Lotus Racing naast Nelson Panciatici. Zijn seizoen startte goed met twee puntenfinishes op Aragón, maar opnieuw werden zijn resultaten slechter en eindigde hij nog slechts tweemaal in de top 10. Voor de laatste ronde in Barcelona werd hij vervangen door de nieuwe Formule 2-kampioen Dean Stoneman. Uiteindelijk eindigde hij als 21e in het kampioenschap met 9 punten.
In 2011 rijdt Move opnieuw in de Formule Renault 3.5, maar stapte over naar het team P1 Motorsport naast Walter Grubmüller. Hij behaalde opnieuw twee podiumplaatsen op Monza en Barcelona, waardoor hij het seizoen als tiende eindigde met 54 punten.
In 2012 reed Move een zesde seizoen in het kampioenschap, waarin hij en Grubmüller bij P1 Motorsport bleven rijden. Op het Circuit Paul Ricard behaalde hij zijn vijfde podiumplaats in het kampioenschap, maar behaalde verder slechts drie top 10-finishes. Hierdoor eindigde hij als zeventiende in het kampioenschap met 29 punten.
In 2013 reed hij opnieuw in de Formule Renault 3.5, maar nu voor het team SMP Racing by Comtec, met Lucas Foresti als teamgenoot.